# LG-Ericsson
Ericsson-LG ist ein Joint Venture zwischen der schwedischen Ericsson-Gruppe und der südkoreanischen LG-Electronics-Gruppe.

## Unternehmensdetails
Gegründet wurde Ericsson-LG im November 2005 unter dem Namen LG-Nortel. Am 29. Juni 2010, wurden von Ericsson die Nortel-Beteiligung an LG-Nortel gekauft und in der Folge das Unternehmen in LG-Ericsson umbenannt. Das Unternehmen, das rund 1.500 Mitarbeiter beschäftigt, entwirft und vermarktet  Telekommunikations- und IT-Lösungen für Unternehmen und Telekommunikationsnetzanbieter. Am 1. September 2012 wurde in den Namen Ericsson-LG umfirmiert. Seit April 2011 ist Ericsson-LG Enterprise auch auf dem deutschen Markt aktiv, die Distribution erfolgte zunächst über die Also Actebis. Seit dem 1. Januar 2015 werden die Produkte durch die Konstrukteins AG, die sich ausschließlich auf diese Produkte spezialisiert hat, vertrieben.
Der Vertrieb erfolgt über ein exklusives Fachhandelspartner Netz deutschlandweit.

## Produkte
Das Unternehmen hat eine Reihe von IP-Telefonen (MGCP / SIP / H.323), WiFi und DECT-Endgeräte sowie Videotelefone (SIP), welche mit einer Vielzahl von entwickelten Lösungen für Unternehmen kompatibel sind.
Zum Portfolio gehören ebenfalls Netzwerkprodukte, wie die LG-Ericsson ES-2000- und ES-3000-Switches mit 24-/48-Port-Fast-Ethernet oder -Gigabit-Ethernet. Die Switches stehen in verschiedenen Varianten mit und ohne PoE zur Verfügung.
Das Unternehmen hat außerdem eine Reihe von IP- und hybriden Telefonanlagen, für den SOHO- und KMU-Markt.
Im SOHO-Markt bietet LG-Ericsson mit der „SBG1000“ eine All-in-one-Lösung an. Sie beinhaltet neben zwei ISDN-Anschlüssen und vier SIP-Trunks auch direkt einen DECT- und einen WiFi-Accesspoint. Es können bis zu 23 IP-Endgeräte und bis zu sechs DECT- / vier WiFi-Geräte als mobile Endgeräte betrieben werden.
Der KMU-Bereich wird durch die iPECS-Familie abgedeckt. Diese Telefonsysteme besteht aus autarken Modulen, die an beliebigen Standorten vernetzt betrieben werden können und analoge, digitale und IP-Endgeräte sowie DECT- und WiFi-Mobilteile unterstützt. Verschiedene Applikationen ergänzen das Portfolio.

## Zusammensetzung der Beteiligung
Nortel bezahlte 145.000.000 USD für 50 % der Anteile plus eine Aktie, somit war die Beteiligung mit LG Electronics ausgeglichen. Nortel verkauften ihre 50 % plus eine Aktie an Ericsson für 242.000.000 USD.

## Links
- Offizielle Ericsson-LG-Website
- Website des deutschen Ericsson-LG-Distributors